# Cuges-les-Pins
Cuges-les-Pins è un comune francese di 4 884 abitanti situato nel dipartimento delle Bocche del Rodano della regione della Provenza-Alpi-Costa Azzurra.

## Società

### Evoluzione demografica
Abitanti censiti